# Hayden (Alabama)
Hayden ist eine Town im Blount County im Bundesstaat Alabama in den Vereinigten Staaten. Das U.S. Census Bureau hat bei der Volkszählung 2020 eine Einwohnerzahl von 1.342 ermittelt.

## Geographie
Hayden liegt im Norden Alabamas im Südosten der Vereinigten Staaten.
Nahegelegene Orte sind unter anderem Smoke Rise (4 km westlich), Blount Springs (5 km nordwestlich), Warrior (6 km südwestlich), Trafford (6 km südlich) und Locust Fork (9 km östlich). Die nächste größere Stadt ist mit 212.000 Einwohnern das etwa 25 Kilometer südlich entfernt gelegene Birmingham.

## Geschichte
Die ersten Siedler haben sich vermutlich um 1820 in dem Gebiet niedergelassen. Der Ort wurde wegen des felsigen Untergrunds zuerst Rockland genannt. Nach der Errichtung der Louisville and Nashville Railroad erhielt der Ort 1914 zu Ehren eines bekannten Offiziers den heutigen Namen. In den 1920er Jahren errichtete der Ort eine größere Schule, nachdem zuvor erst nur ein und später zwei Räume zum Unterricht bestanden.

## Verkehr
Die Stadt wird von der Alabama State Route 160 durchzogen, die etwa 7 km südwestlich einen Anschluss an den Interstate 65 sowie den U.S. Highway 31 herstellt. Über Birmingham im Süden besteht Anschluss unter anderem an die Interstate 20, die Interstate 22 und die Interstate 59.
Etwa 35 Kilometer südlich befindet sich der Birmingham-Shuttlesworth International Airport.

## Demographie
Die Volkszählung 2010 ergab eine Einwohnerzahl von 444, verteilt auf 188 Haushalte und 134 Familien. Die Bevölkerungsdichte lag bei 153 Menschen pro Quadratkilometer. 87,6 % der Bevölkerung waren Weiße, 8,8 % Schwarze, 0,7 % Indianer und 0,2 % Asiaten. 2,7 % hatten zwei oder mehr Ethnizitäten. Auf 100 Frauen kamen 98 Männer. Das Durchschnittsalter lag bei 43 Jahren.
Bis zur Volkszählung 2020 stieg die Einwohnerzahl um über 200 % auf 1342.